# Rhamnus alpina
Rhamnus alpina, pudio o aliso bastardo, es un arbusto de la familia de las ramnáceas.

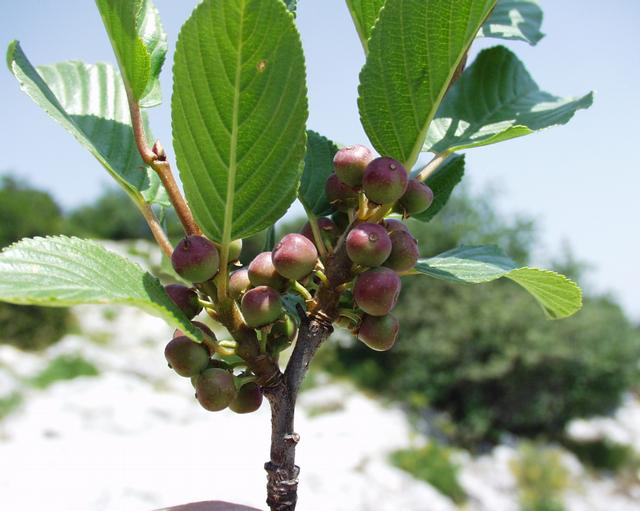
Rhamnus alpina a principios de su fructificación

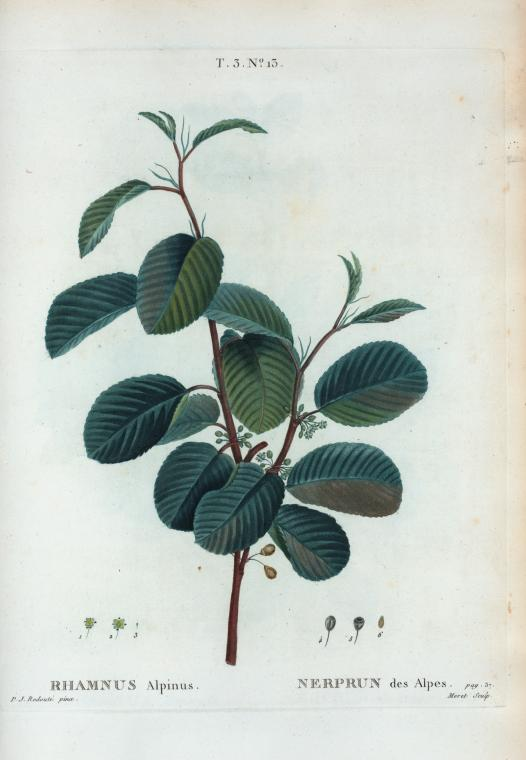
Ilustración

## Descripción
Es un arbusto que alcanza un tamaño de  entre 3 y 4 metros. Sus flores son de verdes a verdosas. Florece entre mayo y agosto.

## Distribución y hábitat
Se encuentra en los claros de los bosques, los peñascos y las pedreras en el piso subalpino en Suiza, el este y sudeste de Francia, en España desde Cantabria y los Pirineos, por la meseta y hasta Alicante y Jaén.

## Propiedades
Se considera una planta medicinal contra el estreñimiento.

## Taxonomía
Rhamnus alpina fue descrita por Carlos Linneo y publicado en Species Plantarum 193, en el año 1753.
Citología
Número de cromosomas de Rhamnus alpina (Fam. Rhamnaceae) y táxones infraespecíficos: 
2n=24
Etimología
Rhamnus: nombre genérico que deriva de un antiguo nombre griego para el espino cerval.
alpina: epíteto latíno que significa "de las montañas".
Sinonimia
- Frangula latifolia Mill.[5]
- Oreoherzogia alpina (L.) W. Vent
- Rhamnus alpina subsp. alpina L.
- Rhamnus kabylica (Maire) Grubov[6]

## Nombres comunes
- Castellano: aliso bastardo, amargoso, boje, borje, carrasquillo, espino pudio, figuera borda, mostajo, pudiguera, pudio.[6]